# Viso d'angelo/Lei aspetta te
Viso d'angelo/Lei aspetta te è il 14° singolo de I Camaleonti, pubblicato in Italia nel 1969.

## Tracce
Lato A
1. Viso d'angelo – 2:44 (Daniele Pace. Elio Isola, Flavio Carraresi, Mario Panzeri)

Lato B
1. Lei aspetta te – 3:19 (Detto Mariano, Paola Orlandi)